# آشر يتزر

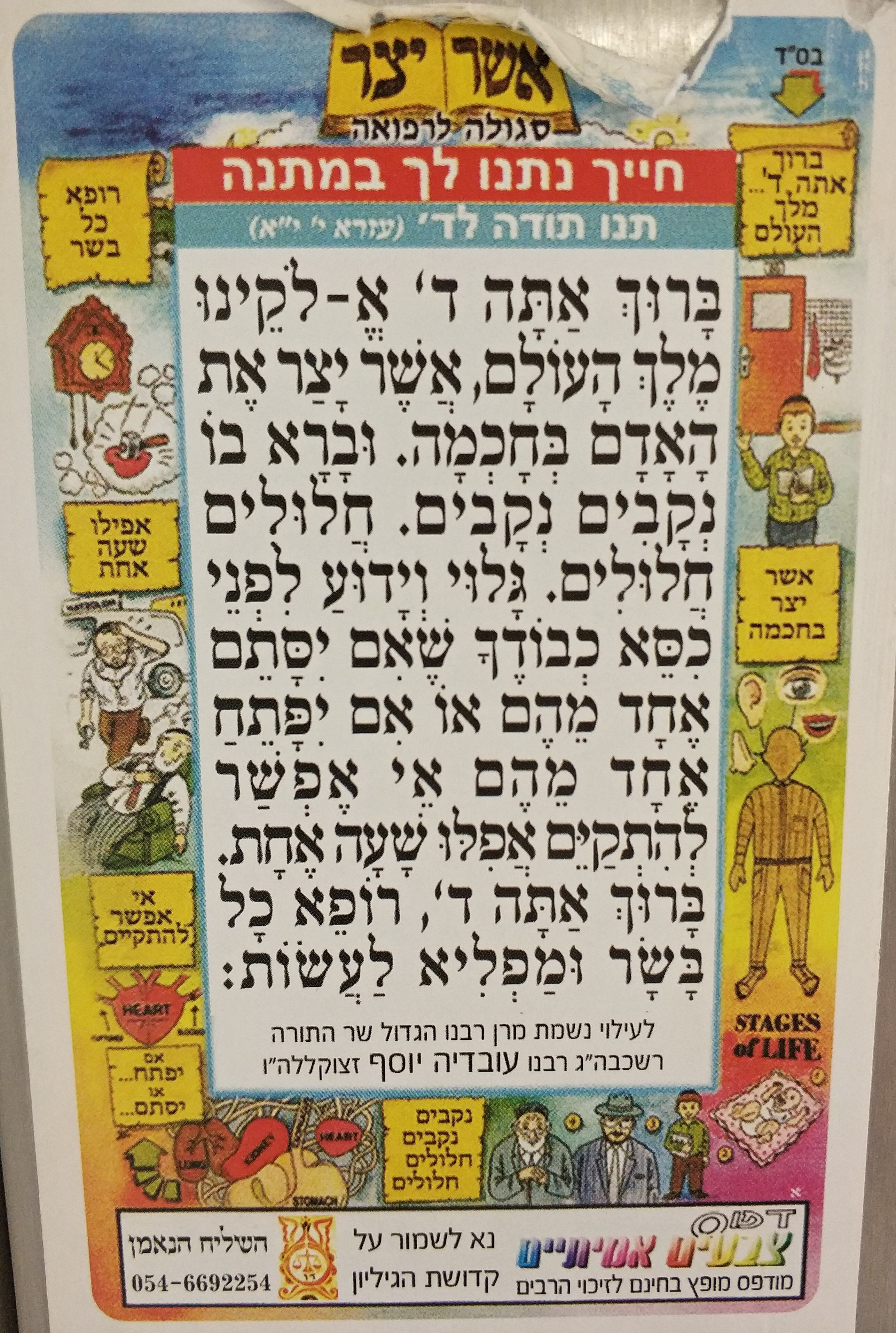

آشر يتزر (بالعبرية: בִּרְכַּת אֲשֶׁר יָצַר)، هي بركة في اليهودية، تلاوة بعد القيام بعمل إفراز أو تبول، ولكن يتم تضمينه أيضًا في العديد من كتب الصلاة اليهودية، كجزء من الصلاة اليومية قبل سلسلة من البركات التي يتم قراءتها في بداية خدمات الصباح اليهودية، وتمثل البركات الشكر لله على تجديد اليوم.
الغرض من هذه البركة هو شكر الله على الصحة الجيدة، تعبرعن شكرها لإمتلاكها القدرة على الخروج، لأنه بدون وجودها سيكون مستحيلاً، على الرغم من تلاوته بشكل طبيعي من قبل اليهود الملتزمين في كل مرة يتم استخدام وظائف الإخراج، يتلى أيضا ًخلال صلاة شاكريت (Shacharit)، واحدة من الصلوات اليومية الثلاثة، بسبب أهميته الروحية لليهود (يصنع البشر في صورة الآلهة، لذلك فهو تعبير عن الرعب تجاه خليقة الله).

## المنشأ
وجوب تلاوة البركة عند مغادرة دورة المياه ترجع إلى المقطع التالي في بيرخوت :
على من يدخل المرحاض أن يقول (للملائكة المساعدين الذين يرافقونه) : لي الشرف تكريم وتقديس الذين يخدمون العلي(الله)، فأعطوا المجد لإله إسرائيل; اتركني بينما أدخل وأقوم بإرادتي (أخفف عن نفسي) ثم سأعود إليك ".
يعترض أباي (حاخام من التلمود اليهودي الذي عاش في بابل ، والمعروف باسم عمورا ) على قول ما ورد أعلاه، ويقترح على المرء أن يقول شيئًا آخر قبل أن يريح نفسه.
قال أباي : لا يتكلم المرء هكذا، لأنهم قد يتركونه ويذهبوا، بدلاً من ذلك، يجب أن يقول : "احرسني ، احرسني ، ساعدني ، ساعدني ، ادعمني ، ادعمني ، انتظرني ، انتظرني حتى ادخل وأخرج لأن هذه هي طريقة البشر."

## كيفية التلاوة
بعد الانتهاء من التبول أو التغوط وعند مغادرة الحمام يغسل الشخص يديه بحسب الآداب اليهودية يجب أن يتم ذلك خارج الحمام، ولكن إذا لم يكن هناك ماء متاح خارج الحمام يجوز غسل اليدين داخل الحمام ثم جففهم بالخارج، بعد غسل وتجفيف اليدين، تلاوة بركة آشر يتزر.

## الأشخاص الذين يعانون من مشاكل طبية
- يجب على المصاب بالإسهال أن يتلو البركة بعد كل حالة من الإسهال.
- الشخص الذي ليس لديه تحكم في الأمعاء أو المثانة لا يقرأ البركة على الإطلاق.
- الشخص الذي عقله ليس مكتمل تماماً بسبب مرض معفى عن التلاوة.
- الشخص الذي أخذ مُلين يجب أن لا يقوم بالتلاوة حتى يقوم المُلين بعمله.
- الشخص المصاب بسلس البول يجب أن يقوم بالتلاوة بعد التبول حتى لو كانت لا إرادية.[5]